# Ley para fortalecer la prevención y atención de la salud afectada por contaminación
La Ley n.°31189, o Ley para fortalecer la prevención, mitigación y atención de la salud afectada por la contaminación con metales pesados y otras sustancias químicas, es una norma de la República del Perú, aprobada el 13 de abril del año 2021 por el Congreso de la República y publicada el 4 de mayo del año 2021 en el diario El Peruano.
La Ley tiene por objetivo «fortalecer la prevención, mitigación y atención de la salud afectada por la contaminación con metales pesados y otras sustancias químicas» y brinda un marco normativo para la aplicación del Decreto Supremo n.° 037-2021-MINAM.
La ley contempla la articulación intersectorial e intergubernamental para la prevención, mitigación y atención de la salud afectada por metales pesados, junto con el registro nacional de personas afectadas en la salud por contaminación por metales y otras sustancias químicas tóxicas.
El proyecto de ley fue dictaminado por la Comisión de Salud y Población del Congreso del Perú el 13 de junio del año 2018. Posteriormente, en la Tercera Legislatura Ordinaria 2020-2021, el 30 de marzo del año 2021 fue aprobada en primera votación y fue exonerada de segunda votación, siendo remitida al Poder Ejecutivo el 13 de abril del año 2021 y publicado el 4 de mayo del mismo año.

## Antecedentes
En 2017 se presentó el Proyecto de Ley n.° 01256 para declarar de necesidad pública y preferente interés nacional la prevención y atención de la salud por contaminación de metales pesados y otras sustancias químicas”. A su vez, el año 2018 se presentó el Proyecto de Ley n.° 02740 para la creación del registro nacional de personas afectadas en la salud por metales pesados.
Entre mayo del año 2018 y setiembre del año 2019 ambos proyectos de ley estuvieron en debate en la Comisión de Salud y Población. Siendo unificados el año 2021 y presentados a agenda parlamentaria de marzo del mismo año.                   
El 10 de setiembre de 2019 la entonces congresista Luz Cruz Tevez presentó el Oficio n°104-2019-2020-CSP-CR solicitando se priorice los Proyectos de Ley n°1256 y n°2740. Posteriormente, la votación del dictamen fue ingresado en la Tercera Legislatura ordinaria de los años 2020 – 2021, remitido al Poder Ejecutivo en abril del año 2021 y publicado en mayo del mismo año.

## Contenido
La Ley encarga, en el marco de sus funciones, a la Presidencia del Consejo de Ministros y al Ministerio de Salud definición de titulares y mecanismos de articulación entre instancias y niveles de gobierno descentralizado para la atención en salud a personas afectadas por exposición a metales, metaloides y otras sustancias químicas tóxicas.
Conjuntamente, la ley establece que el Ministerio de Salud implemente un registro del Registro Nacional de Personas Afectadas en la Salud por Contaminación por Metales Pesados y otras sustancias químicas. Adicionalmente, se indica que el Ministerio de Salud debe elaborar y actualizar protocolos para la atención e instrumentos técnicos para la atención y mitigación de las personas afectadas en su salud por presencia de metales pesados y otras sustancias químicas.
A su vez, declara de interés nacional la atención prioritaria en salud a personas afectadas por contaminación con metales pesados y otras sustancias químicas tóxicas.

## Reglamento
364 días después de promulgada la ley, se publicó el Decreto Supremo n°037-2021-MINAM que aprueba el Reglamento de la Ley n.° 31189, tras constantes actividades de incidencia pública por parte de la Plataforma Nacional de Afectados por Metales, Metaloides y otras Sustancias Químicas Tóxicas y aliados.
El Reglamento dispone que el Ministerio de Salud integre mecanismos de reporte ciudadana para el monitoreo de ejecución de actividades de participación y vigilancia ciudadana.
Adicionalmente, el Reglamento indica que las acciones parte del Plan Multisectorial a favor de la población expuesta a metales pesados, metaloides y otras sustancias químicas tóxicas puedan ser incluidos a planes de desarrollo concertado y cuenten con financiamiento para los siguientes años.